# Lido di Venezia
Otok Lido di Venezia [lido di venècja] ali samo Lido je otok v Beneški laguni v Jadranskem morju. Upravno spada pod italijansko deželo Benečija (pokrajina Benetke). Otok nima kopne povezave z obalo, je pa sestavni del občine Benetke.

## Lega in naseljenost
Lido je 11 km dolg otok, ki skupaj z otokom Pellestrina loči Beneško laguno od odprtega morja. Po nastanku je starodavna barena, ki so jo izoblikovali izlivi večjih rek, ki so v preteklosti dotekale v laguno. Kljub ozki in razpotegnjeni obliki je otok gosto naseljen in prepreden s prevoznimi cestami. Deli se na šest naselij, in sicer (od severa proti jugu): San Nicolò, Santa Maria Elisabetta, Città Giardino, Ca' Bianca, Malamocco in Alberoni. San Nicolò in Alberoni sta pristana za blagovni promet, prvi proti Benetkam, drugi proti mestu Chioggia [kjòdža]. Santa Maria Elisabetta je pristan za potniški promet proti Benetkam. Città Giardino in Ca' Bianca sestavljata bivalno središče in se zato po navadi imenujeta s skupnim imenom kar Lido.

## Malamocco in Alberoni
Malamocco [malamòko] je prvotno naseljeni del Lida in je pravzaprav sam po sebi otok, saj je obdan s kanalom. Antično pristanišče, imenovano Metamauco [metamàuko] so zgradili leta 601 prebivalci Padove, ki so sem pribežali pred Langobardi. Leta 1110 je izredna morska poplava v celoti odnesla naselje, ki je bilo kmalu spet postavljeno nekoliko proti notranjosti Lida, kjer je še danes. Zaradi odročne lege se naselje ni vključevalo v politiko in administracijo Benetk, kar je pa trajalo le do vojne med Beneško republiko in Chioggio (1379-1381), ko se je zavezalo z republiko. Vsekakor je mestece ohranilo določeno mero neodvisnosti. Šele s poselitvijo ostalih predelov Lida je proti koncu 19. stoletja postalo del občine Venezia.
Blizu stare lokacije Metamauca, na skrajnem južnem koncu Lida, je zraslo naselje Alberoni, ki šteje danes 930 prebivalcev. V 16. stoletju se je kraj imenoval Albaiones, ki je pomenilo "bele sipine", saj je bil le nenaseljena peščena obala z nekaterimi vinogradi. V 18. stoletju je Beneška republika zgradila ob njegovi obali utrdbo ottagono, eno od osmih v laguni, ki je služila svojemu namenu vse do konca druge svetovne vojne, ko je prišla v zasebno last.
Malamocco je dal ime glavnemu dostopu v laguno, to je ožini med otokoma Lido in Pellestrina, od koder vodi širok plovni kanal do beneškega pristanišča Marghera. Trenutno je ta ožina (imenovana "vrata") zabranjena proti odprtemu morju z dvema valobranoma, ki sta pa nezadostna, ker ju občasna visoka voda preplavi. Zato so v teku dela za postavitev novega modernejšega valobrana in stranskega dostopa z morja do vrat Malamocca.

## Stara obramba lagune
Beneška republika je posvečala posebno pozornost otokoma Lido in Pellestrina, ki sta predstavljala mejo mestnih posestev. Eno od največjih utrdbenih in obrambnih del republike so prav murazzi [muràci] na zunanji strani otokov. Ime murazzi bi lahko prevedli z ogromni zidovi, kar zgovorno predstavlja to enkratno strukturo, ki je branila laguno pred valovanjem in izrednimi plimami Jadranskega morja. Na Lidu so murazzi dolgi okoli pet km, na Pellestrini deset, še južneje je nekoč stal dva km dolg murazzo, ki je danes zalit ali preraščen. Zgrajeni so bili med letoma 1744 in 1782 z nanosom in uskladitvijo ogromnih skal, ki so jih pripeljali iz Istre. Celotna struktura ima kar se da mogočen videz, kar je prepričalo vse administracije, ki so se vrstile po zatonu Beneške republike, da ni potrebna nobena skrb za njeno ohrano. Toda po dveh stoletjih so tudi murazzi klonili pred silo morja in ob visoki vodi (plimi) novembra 1966 so popustili. To je bil odločilni opozorilni znak propadanja Benetk. Od tedaj so stekle razne akcije za njihovo rešitev. Zgradili so zapornice.